# 원전항
원전항은 대한민국 경상남도 창원시 마산합포구 구산면 심리에 있는 어항이다. 1999년 1월 1일 국가어항으로 지정되었다. 관리청은 해양수산부] 동해어업관리단, 시설관리자는 창원시장이다.

## 연혁
- 2000년 기본시설에 대한 계획을 수립했다.

## 어항구역
본 항의 어항구역은 다음과 같다.
- 수역[1]
  - 기존 서방파제 기부에서 SW방향으로 50m 이동한 점(북위35°03′46″,동경128°37′35″), 이점에서 SE 방향으로 420m 이동한 점(북위35°03′37″,동경128°37′47″), 이점에서 NE 방향으로 750m 이동한 점(북위35°03′54″,동경128°38′08″), 이점에서 SE 방향으로 100m 이동한 점(북위35°03′52″,동경128°38′11″), 이점에서 NE 방향으로 300m 이동한 점(북위35°03′58″,동경128°38′19″), 이점에서 NW 방향으로 310m 이동한 점(북위35°04′06″,동경128°38′10″), 이점에서 SW 방향으로 육지를 연결한 선을 따라 형성된 선내 공유수면
- 육역[2]
  - 경상남도 마산시 구산면 심리 197-7 외 18필지(상세내역은 생략)